# Pycreus nigricans
Pycreus nigricans là loài thực vật có hoa trong họ Cói. Loài này được (Steud.) C.B.Clarke miêu tả khoa học đầu tiên năm 1894.